# Fédération internationale de monocycle
 (décembre 2024).
Pour les articles homonymes, voir IUF.
La Fédération internationale de monocycle, en anglais International Unicycling Federation : IUF, est la fédération sportive mondiale du monocycle. Association des fédérations nationales fondée en 1985 à Hempstead, État de New York, États-Unis, l'IUF organise des conventions et compétitions internationales comme l'UNICON, et milite en faveur de la reconnaissance des sports sur monocycle comme disciplines olympiques.

## Histoire
En 1980, le monocycliste japonais Jack Halpern entreprend de visiter les autres pays pratiquant le monocycle afin de mettre sur pied une fédération internationale. En 1982, des représentants d'associations de quelques pays signent la feuille de route pour la création de l'IUF, l'International Unycling Federation. Mais qui allait se charger d'organiser la première convention internationale ? Après la rencontre nationale de monocycle de la Unicyclig Society of America en 1983 à Syracuse (New York), aux États-Unis, la décision est prise. A cette rencontre nationale se trouvent déjà des monocyclistes de 9 pays différents et il semble que le moment est venu de créer une structure internationale. Jean-Paul Jenack, fils de Bill Jenack, fondateur de la fédération américaine, rassemble les personnes capables de lancer le projet. Les premiers organisateurs sont Jean-Paul Jenack, Meryl Schaffer, Al Hemminger, et leur hôte Ken Fuchs.
Les statuts de la fédération sont enregistrés dans la ville de Hempstead,  Comté de Nassau, New York, États-Unis, le 12 mars 1985, comme une association à but non lucratif, de type 501(c)(3).

## Objectifs
Les objectifs de l'IUF sont :

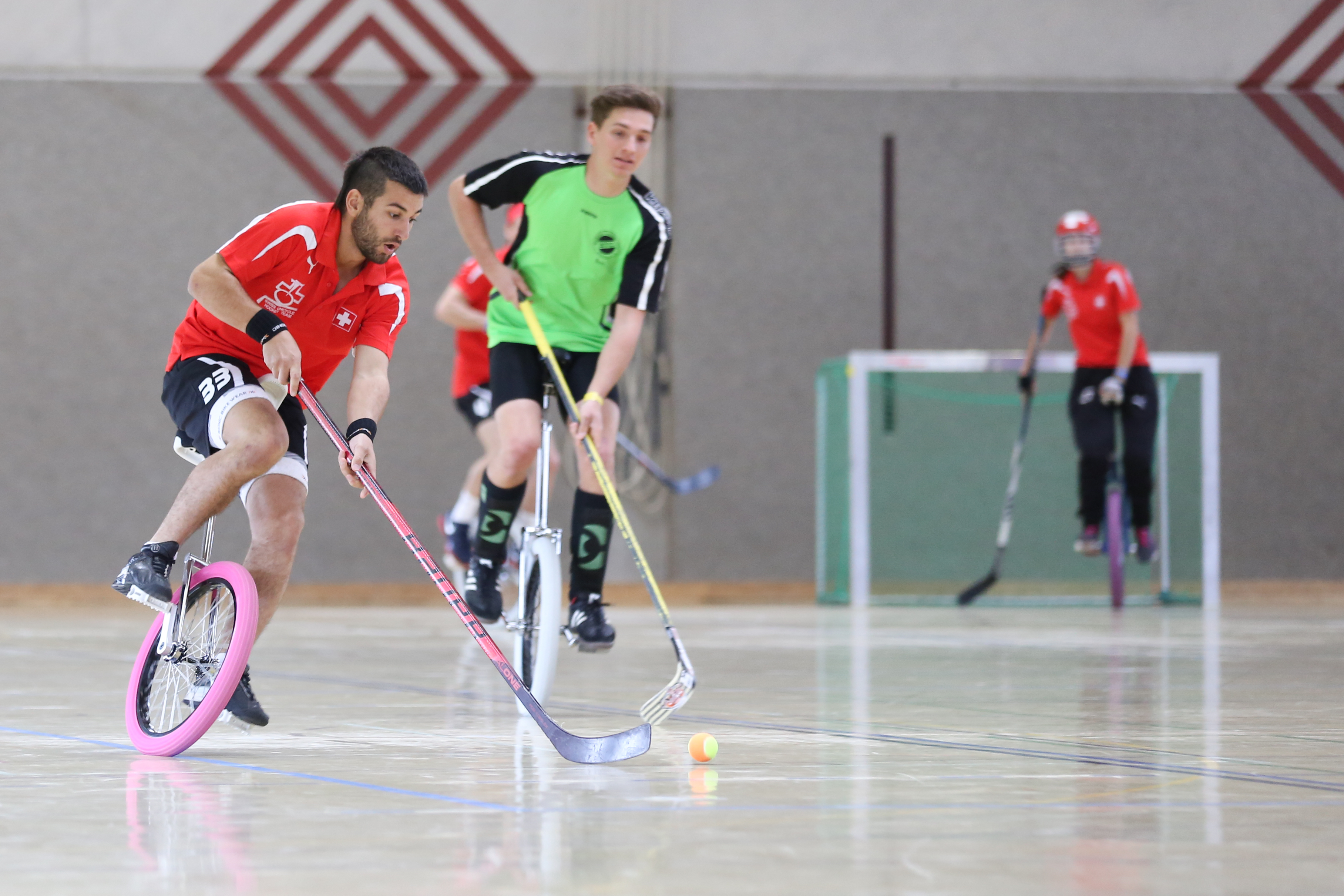
Joueurs de hockey-monocycle à Eurocycle, Langenthal, Suisse, 2013

- Favoriser la connaissance et la pratique du monocycle comme un sport et une activité de loisir pour les gens de tous les pays à travers l'organisation de conventions internationales et le développement de fédérations nationale de monocycle.
- Promouvoir des normes internationales pour la compétition en vue de la rédaction de statuts Olympiques pour le sport monocycle.
- Diffuser les connaissances et l'information sur toutes les phases du sport à toutes les parties intéressées par l'intermédiaire d'un bulletin d'information et de service d'information[2].

## Fonctionnement
En 2024, l'IUF est composée d'un bureau de 11 directeurs et d'un comité permanent de validation des records du monde. Un comité spécial a également été créé afin de réfléchir au notion de genre dans le sport de compétition, et à la réglementation associée. Enfin, un comité règlementaires est constitué tous les deux ans pour travailler sur la réglementation des compétitions (voir règlement).

## Activités

### UNICON

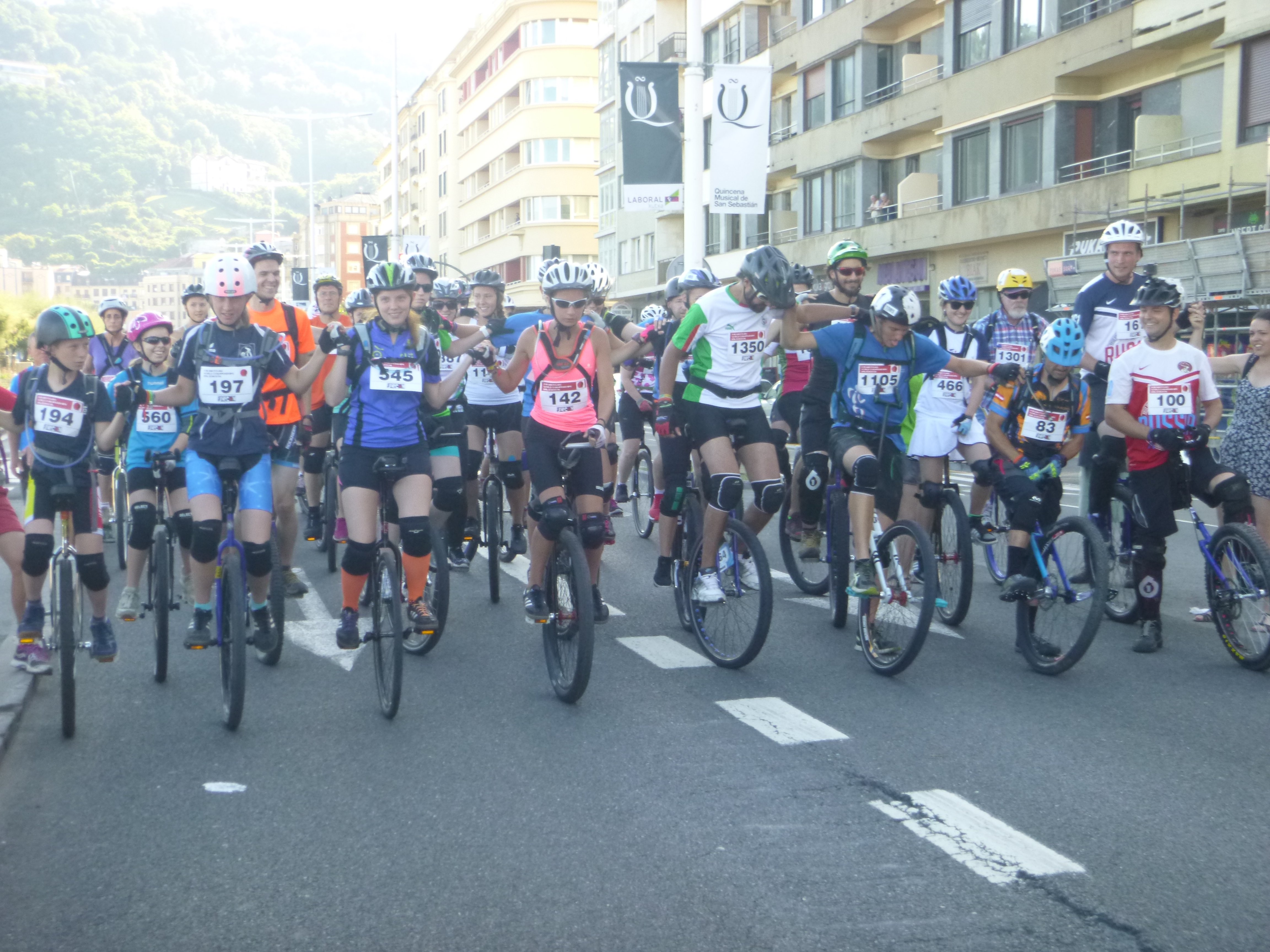
Départ de course à la 18e édition du UNICON, Saint-Sébastien (Espagne)

L'IUF co-organise avec le club hôte l'UNICON, cet évènement est à la fois la plus grande convention internationale de monocycle et les championnats du monde de monocycle. L'UNICON a lieu généralement tous les deux ans.

L'IUF travaille avec le sous-comité européen pour sélectionner l'emplacement des Championnats d'Europe.

### Évènements labellisés
En 2024, l'IUF a créé des labels correspondants à trois niveaux d'événements :
- Événements sanctionnés (UNICON)
- Événements approuvés
- Événements reconnus

Le but est de contribuer à la croissance du sport, de communiquer sur les événements et d'harmoniser les événements dans le monde entier.

### Règlement
L'IUF élabore et met à jour le règlement IUF (connu sous le nom de "IUF rulebook"), c'est le document directeur des UNICON et d'autres compétitions nationales et internationales.
La dernière version du règlement date de 2019 (IUF rulebook 2019).

Une mise à jour du règlement peut avoir lieu entre 2 éditions de l'UNICON, soit tous les 2 ans.

Le règlement IUF est structuré de cette façon :
- 1 Règles générales et définition
- 2 Courses d'athlétisme
- 3 Courses sur route
- 4 Courses tout-terrain
- 5 Cyclocross
- 6 Freestyle : Artistique
- 7 Freestyle : Standard skill
- 8 Freestyle : X-style
- 9 Flat
- 10 Street
- 11 Trial
- 12 Speed trial
- 13 Sauts
- 14 Hockey
- 15 Basket

### Records du monde
L'IUF élabore les recommandations pour la validation des records du monde.
La dernière version du règlement date de 2011 (IUF WR guidelines 2011).
Un comité de l'IUF est chargé de la validation des records de monde,.

## Fédérations nationales

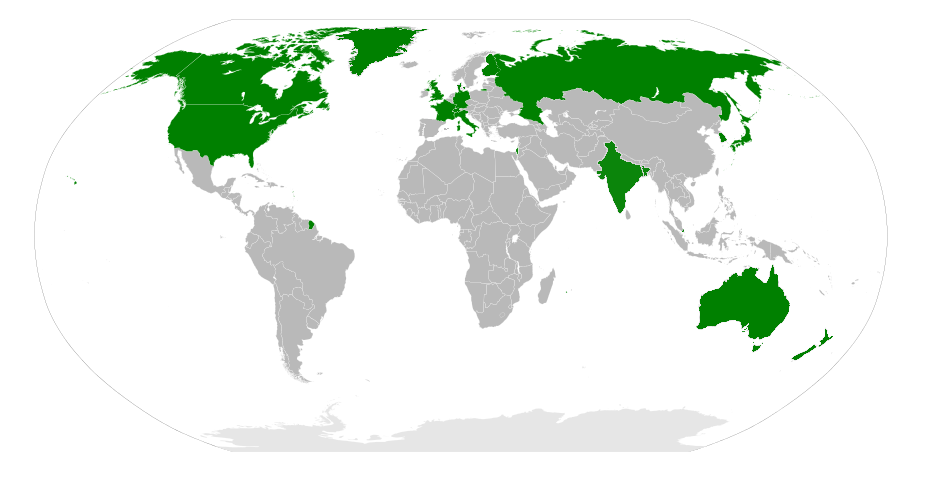
Pays membres de la Fédération internationale de monocycle, 2017

En 2017, la Fédération Internationale de Monocycle rassemble 19 associations nationales.